# Station Minnertsga
Station Minnertsga (Mn) was een station aan de spoorlijn Stiens - Harlingen. Het station van Minnertsga was geopend van 2 december 1902 tot 1 december 1940.
Dit station is gebouwd naar het stationsontwerp met de naam Standaardtype NFLS, die voornamelijk werd gebruikt voor verschillende spoorwegstations in Friesland. Het station in Minnertsga viel binnen het type NFLS halte 1e klasse.